# Barrage vert

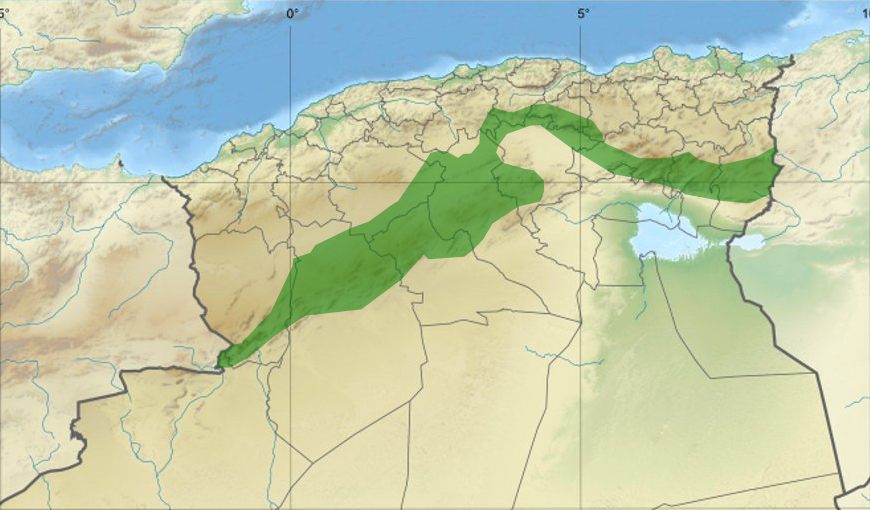
Die Barrage vert

Als Barrage vert (deutsch: ‚grüne Sperre, grüner Damm‘, arabisch: السّد الأخضر, As-Sadd al-Akhdhar) wird ein Wiederaufforstungsprojekt in Nordalgerien bezeichnet, dessen Ziel es ist, die Ausbreitung der Sahara-Wüste nach Norden zu stoppen und teilweise zu revidieren. Es ist eine der größten Wiederbegrünungsmaßnahmen gegen Desertifikation weltweit. 
Das Projekt begann 1974, anfangs primär, um die Route Transsaharienne (Trans-Sahara-Route) vor der Versandung zu schützen. 
Durch die Degradation der Halfa-Grassteppe wurde das Projekt zu einer umfassenden Landschutzmaßnahme. Sie wurde mit unterschiedlicher Intensität und unterschiedlichem Erfolg bis heute fortgeführt.
Erfasst ist der Vor-Sahara-Gürtel in den Isohyeten von 300 Millimeter Niederschlag nördlich und 200 Millimeter südlich, insgesamt um die 3 Millionen Hektar. 
Auf einer Länge von rund 1500 Kilometern von der marokkanischen bis zur tunesischen Grenze soll ein mindestens 20–40 Kilometer breiter aufgeforsteter Streifen entstehen.
Bis Mitte der 2000er wurden mehr als 5000 km² begrünt.
Zur Aufforstung werden hauptsächlich Aleppo-Kiefern und Korkeichenbäume verwendet.